# 什切青縣

53°20′N 15°2′E / 53.333°N 15.033°E
什切青縣（波蘭語：Powiat stargardzki），是波蘭的縣份，位於該國西北部，由西波美拉尼亞省負責管轄，首府設於什切青舊城，面積1,520平方公里，2006年人口119,402，人口密度每平方公里79人。